# Agrilus munieri
Agrilus munieri é uma espécie de inseto do género Agrilus, família Buprestidae, ordem Coleoptera.
Foi descrita cientificamente por Brisout de Barneville, em 1883.